# Тэнъэй
Тэнъэй (яп. 天栄村 Тэнъэй-мура) — село в Японии, находящееся в уезде Ивасе префектуры Фукусима. Площадь села составляет 225,56 км², население — 5860 человек (1 августа 2014), плотность населения — 25,98 чел./км².

## Географическое положение
Село расположено на острове Хонсю в префектуре Фукусима региона Тохоку. С ним граничат города Айдзувакамацу, Корияма, Сукагава, Сиракава, посёлки Кагамииси, Симого, Ябуки и село Нисиго.

## Население
Население села составляет 5860 человек (1 августа 2014), а плотность — 25,98 чел./км². Изменение численности населения с 1980 по 2005 годы:
| 1980 | 6820 чел. |  |
| 1985 | 6878 чел. |  |
| 1990 | 6964 чел. |  |
| 1995 | 7153 чел. |  |
| 2000 | 6889 чел. |  |
| 2005 | 6486 чел. |  |

## Символика
Деревом села считается сосна, цветком — горечавка шероховатая, птицей — Cettia diphone.